# Мордовија арена
54° 10′ 54″ N 45° 12′ 13″ E / 54.18167° С; 45.20361° И
Мордовија арена (рус. Мордовия Арена) фудбалски је стадион у граду Саранску, у Мордовији у Руској Федерацији. Стадион је наменски изграђен за потребе Светског првенства у фудбалу 2018. чији домаћин је Русија. Налази се у самом центру града уз обалу реке Инсар. Грађен је од 2010. до априла 2018, а трошкови градње износили су 16,5 милијарди руских рубаља. Предвиђени капацитет стадиона за светско првенство је 44.442 седећих места, а потом је планирано да се капацитет стадиона редуцира на 28.000 места.
Планирано је да се након светског првенства стадион преда на употребу локалном фудбалском клубу ФК Мордовија. 

## Дизајн
У настојању да буде домаћин Светског првенства у 2018. години који је поднет код ФИФА-е, нови стадион града Саранск приказан је привременим дизајном немачког архитекте Тима Хупа. За коначни изглед стадиона изабрана је локална компанија СаранскГражданПроект. Простор треба да има једноставни изглед облика посуде са наранџастим седиштима и капацитет за 44.442 особе, али само током турнира. После Светског првенства 2018. године, треба да се демонтирају горњи штандови, и тиме смањи капацитет до 28.000 места. Између остатака и крова ће се креирати шеталиште са малопродајним простором и простором за одмор.
Овални стадион ће имати двоспратни подрум и пет спратова.
Трава за стадион се увози из Канаде, и биће 37км грејања испод греда, као и надземни грејачи.

## Изградња
Изградња завршног петог спрата започета је у децембру 2015.
Зидови и кров се израђују из једне шкољке од перфорираних металних плоча у соларним бојама. То би требало да представља топлину и гостопримство. Поцинкована кровна подлога израђена је од профилисаних лимова који ће имати изолацију и мембранску облогу положену преко врха.
Очекује се да ће изградња на стадиону бити завршена до априла 2018.

## ФИФА Светско првенство 2018.
Стадион ће бити домаћин четири утакмице групне фазе на Светском првенству у фудбалу 2018. године. Тест утакмица заказана је за 21. април 2018.
| Датум         | Време | Тим #1    | Резултат | Тим #2      | Група   | Број посетилаца |
| ------------- | ----- | --------- | -------- | ----------- | ------- | --------------- |
| 16. јун 2018. | 19:00 | Перу      | 0 : 1    | Данска      | Група Ц | 40.500          |
| 19. јун 2018. | 15:00 | Колумбија | 1 : 2    | Јапан       | Група Х | 40.842          |
| 25. јун 2018. | 21:00 | Иран      | 1 : 1    | Португалија | Група Б | 41.685          |
| 28. јун 2018. | 21:00 | Панама    | 1 : 2    | Тунис       | Група Г | 37.168          |